# 三菱Legnum
三菱Legnum（日语：三菱・レグナム）乃日本三菱汽車於1996年至2006年之間所開發生產的五門旅行車。

## 概要
1996年8月原廠趁著第八代Galant大改款之際，將五門旅行車獨立成一個車系，藉以對抗市場上熱銷的第二代速霸陸Legacy五門旅行車；但是外銷版依然維持Galant的車名。關於車名的由來，在拉丁語中意謂著「王權、王位」。

## 歷史
關於高階車型「VR-4」，請參看三菱Galant VR-4。

1996年 - 8月改朝換代的第八代Galant登場，並將日本本土版五門旅行車獨立成「三菱Legnum」。動力來源有1.8L直列四缸DOHC GDI 4G93型、2.0L V型六缸DOHC 6A12型、2.5L V型六缸SOHC 6A13型、2.5L V型六缸DOHC 6A13TT型雙渦輪增壓引擎（附中冷器）等四種選擇，其中1.8L直列四缸DOHC GDI 4G93型是全世界第一具採用汽油缸內直噴的引擎。
1997年 - 9月停用2.0L V型六缸DOHC 6A12型，1.8L增加「Viento」新車型，具有「VR-4」的運動化車身外觀。
1998年 - 1月推出限量800台的「Super VR-4」特仕車，以「VR-4 type-S」為基礎外加專屬大型空力套件、Ralliart消音器、MOMO真皮方向盤、Recaro賽車筒椅等配備，車色塗裝僅有銀、紅二色。8月進行小改款，外觀方面改變進氣壩、保險桿、引擎蓋、尾燈等處之設計，停用2.5L V型六缸SOHC 6A13型引擎，且兄弟車三菱Aspire順勢上市。
2000年 - 5月部分改良，1.8L車型全部換裝成2.0L直列四缸DOHC GDI 4G94型引擎，最大馬力145ps、最大扭力19.5kg·m，並符合平成12年汽車廢氣排放標準。
2002年 - 8月日本市場停售，但外銷版直到2006年12月才停售；總生產數量為165,016輛。

#### 獲獎紀錄
第八代Galant、Legnum曾獲得1996年第十七屆日本年度風雲車，以及1996年度優良設計獎。

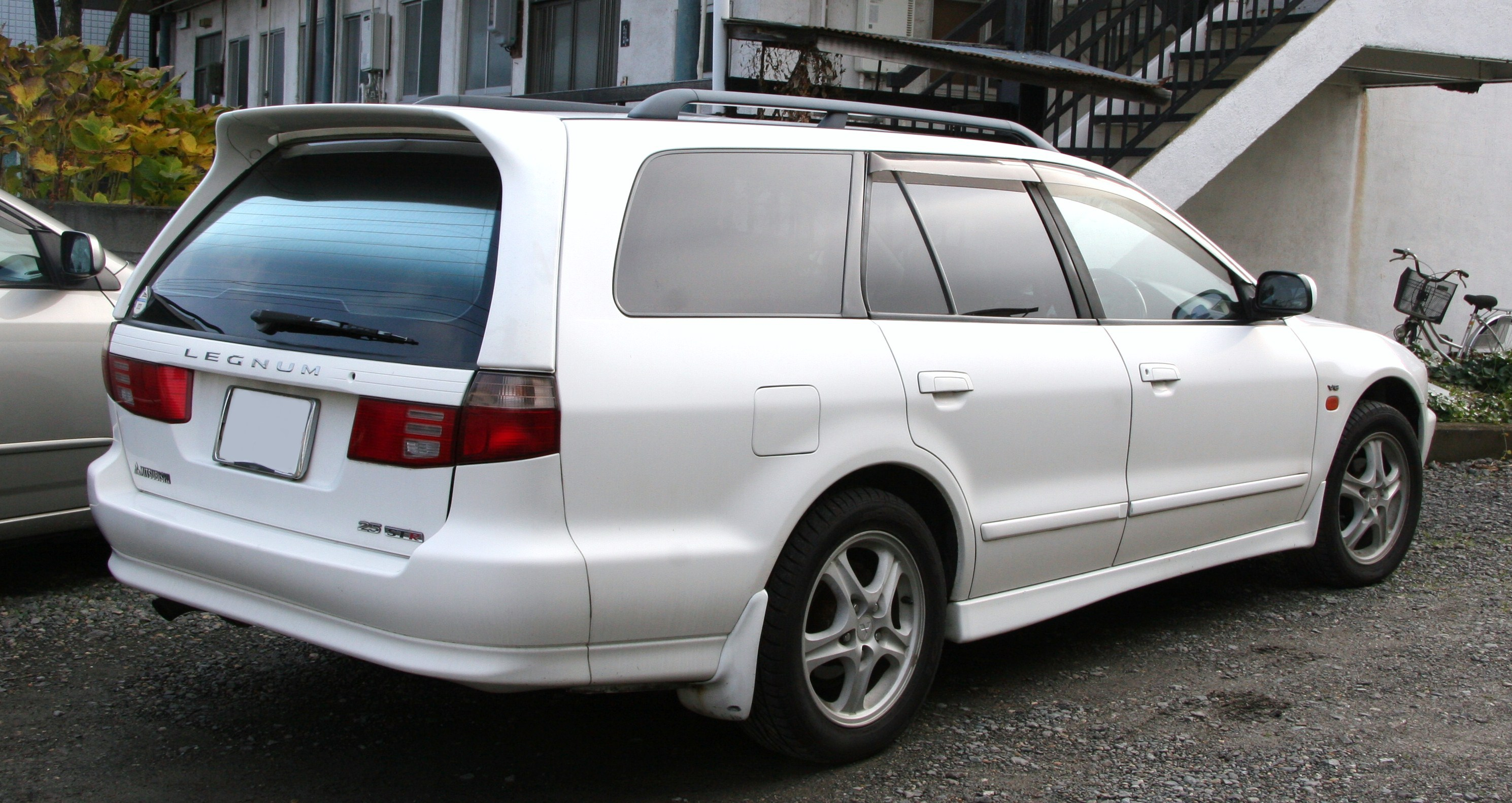
前期型車尾
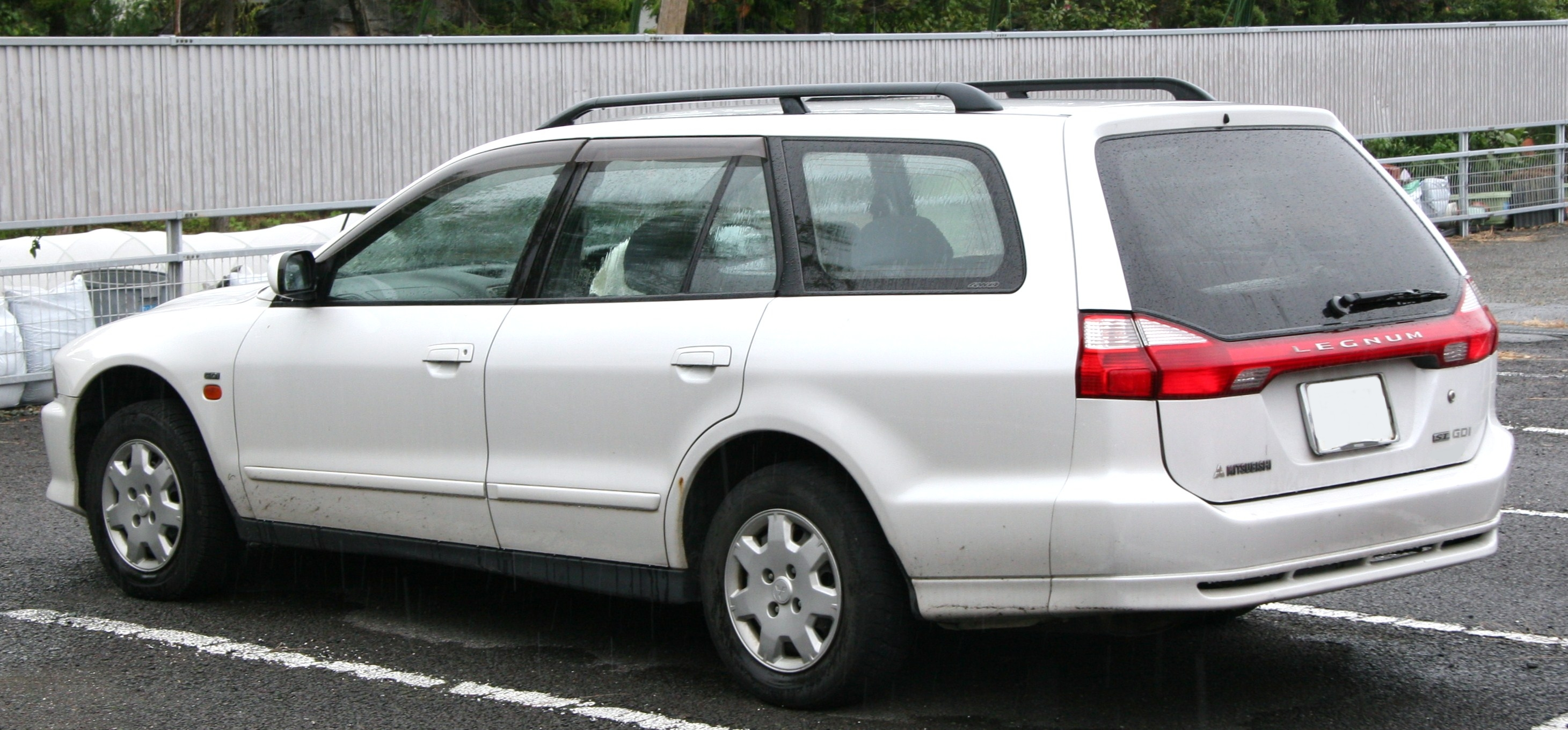
後期型車尾
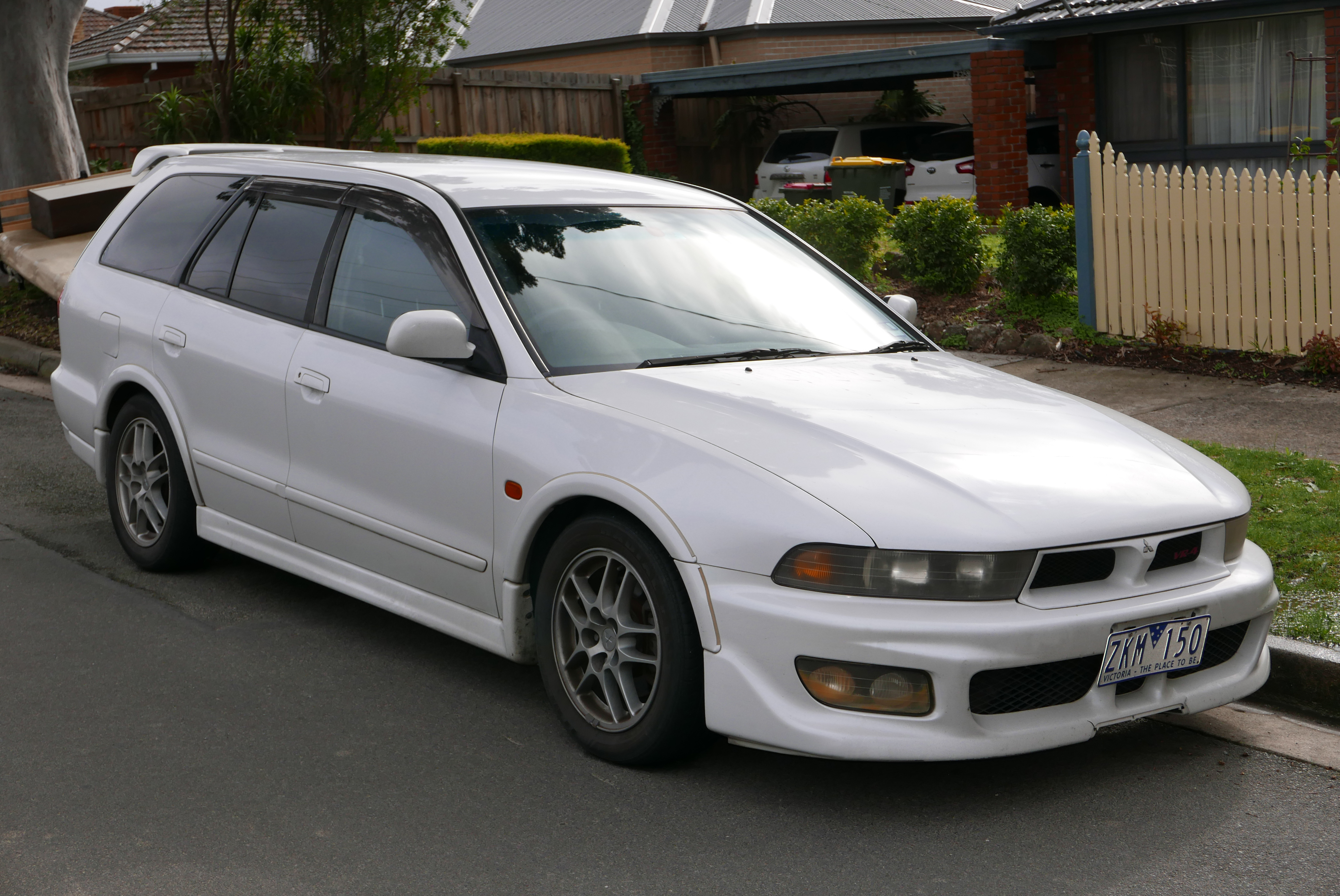
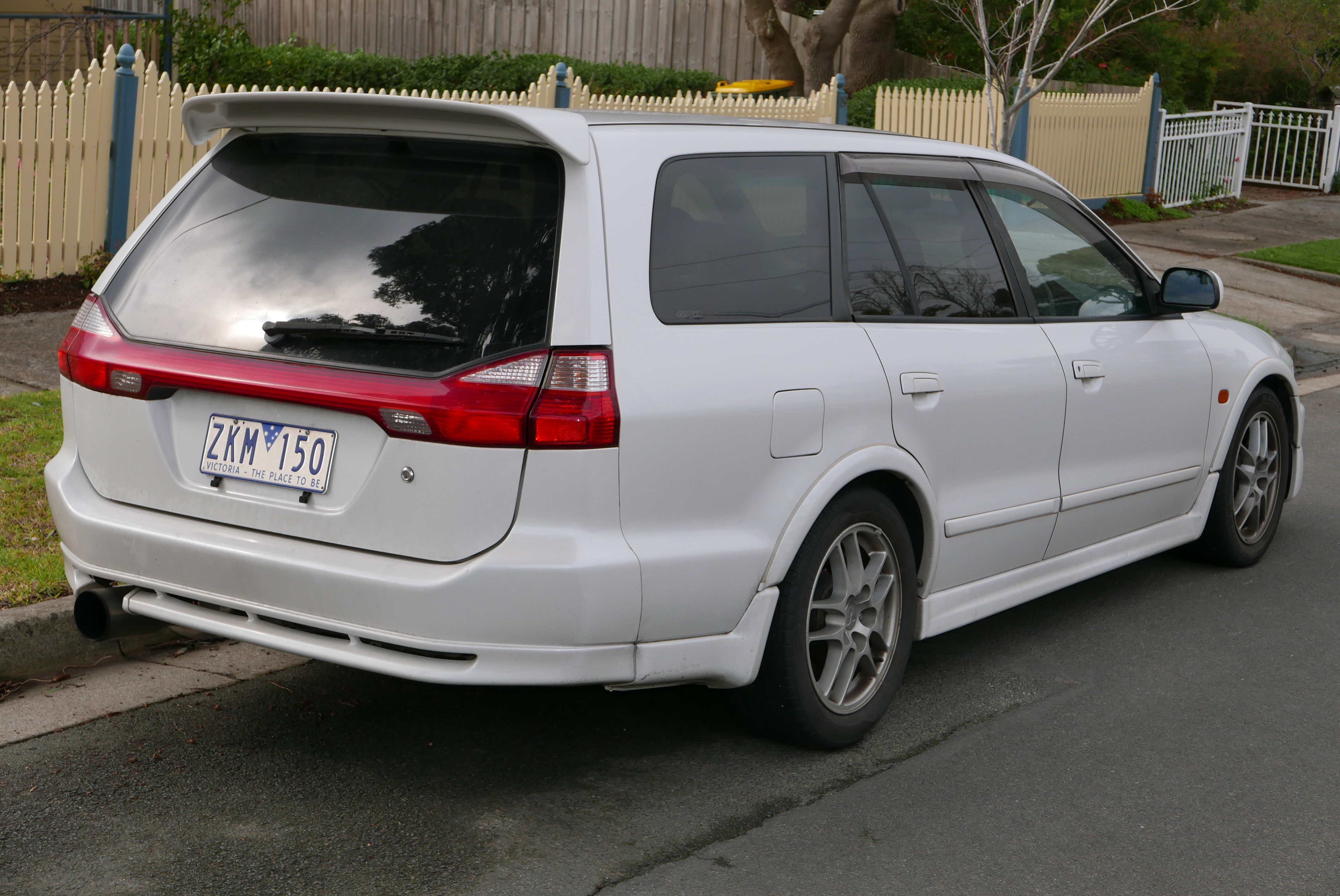
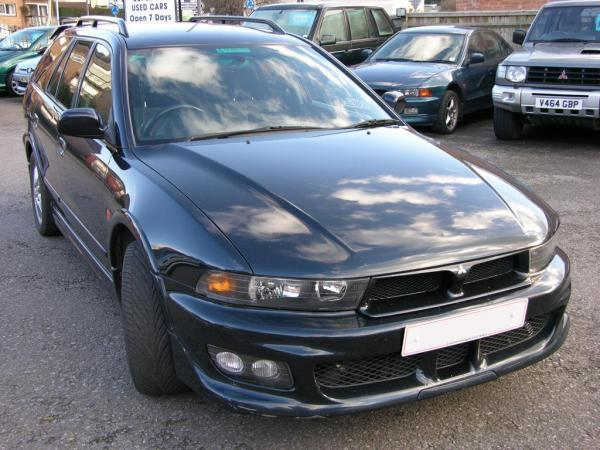
後期型VR-4 type-S

## 外部連結
- （日語）BestCarWeb：三菱 レグナムの残光 ミニバンブームに敗れた最強ワゴン （页面存档备份，存于）